# Ватовлє
Ватовлє (словен. Vatovlje) — поселення в общині Дівача, Регіон Обално-крашка, Словенія. Висота над рівнем моря: 621,2 м.